# 中科環保電力
中科環保電力有限公司，簡稱中科環保電力（英語：CHINA SCIENCES CONSERVATIONAL POWER LIMITED，港交所除牌時0351.HK），在2005年1月28日，從中洲控股有限公司更名而來，也就是當時由陳達志，以及中東地區資金主要股東。
業務當時經營垃圾焚燒處理及餘熱發電，而主要地區為中國內地。但由於垃圾焚燒處理，發現沒有土地資料，加上資料內容不盡不實，於是引起廉政公署以及商業罪案調查科懷疑。於是在2009年被朱共山家族以及有關人士進行收購，同年10月6日更名為亞洲能源物流集團有限公司至今。

## 連結
- AELG.com.hk（页面存档备份，存于）